# Peltastisis uniserialis
Peltastisis uniserialis is een zachte koraalsoort uit de familie Isididae. De koraalsoort komt uit het geslacht Peltastisis. Peltastisis uniserialis werd in 1910 voor het eerst wetenschappelijk beschreven door Nutting. 